# Opopaea fosuma
Opopaea fosuma là một loài nhện trong họ Oonopidae.
Loài này thuộc chi Opopaea. Opopaea fosuma được miêu tả năm 2002 bởi Burger.